# Naděžda Kramářová
Naděžda Nikolajevna Kramářová, v prvním manželství Abrikosovová, rozená Chludovová (rusky Надежда Николаевна Крамаржова, Абрикосова, Хлудова; 30. září 1862  Moskva – 3. prosince 1936  Praha), manželka československého premiéra Karla Kramáře.

## Život

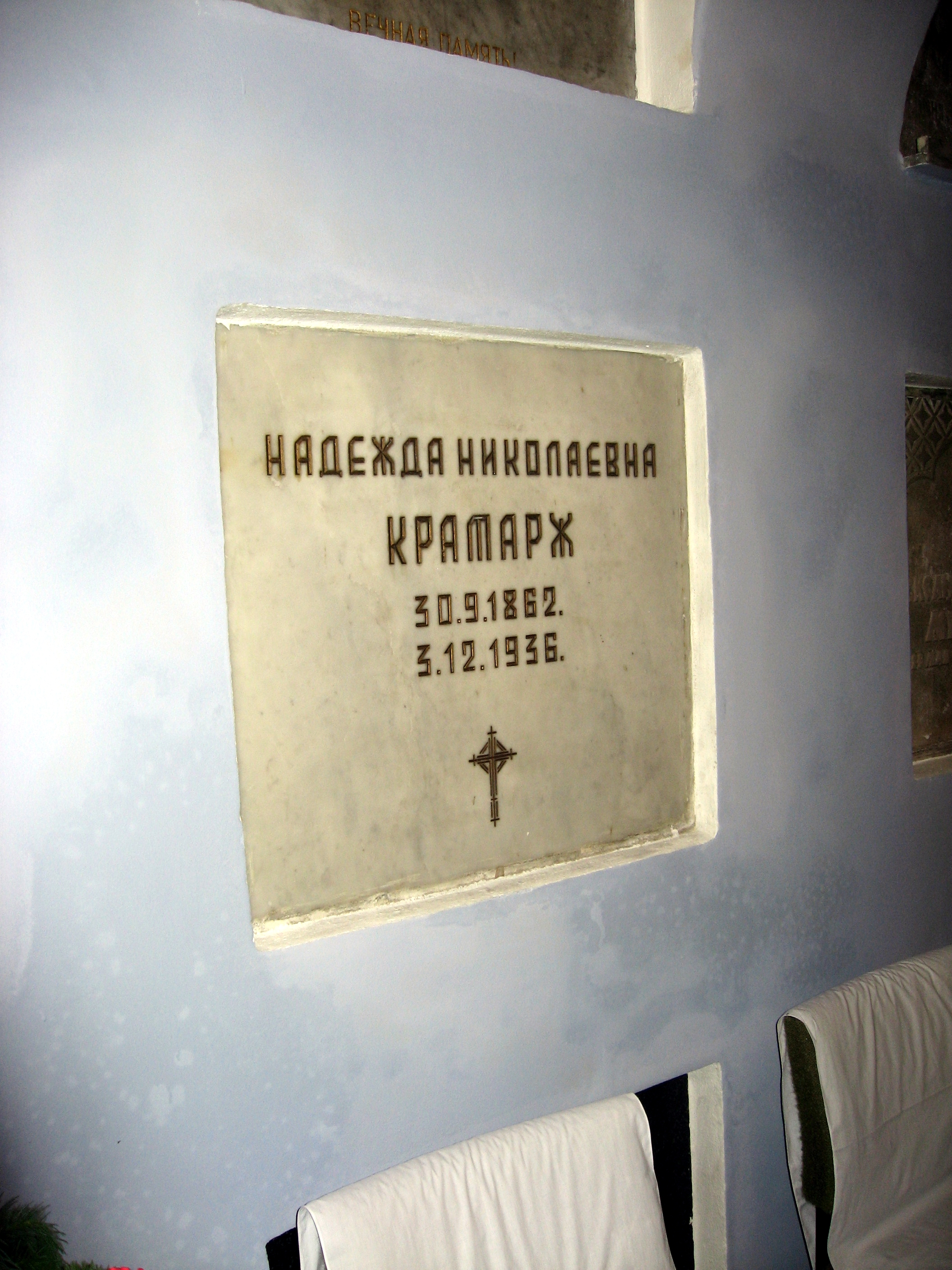
Místo posledního odpočinku Naděždy N. Kramářové v kryptě Chrám Zesnutí přesvaté Bohorodice na Olšanských hřbitovech v Praze

Naděžda Nikolajevna se narodila v Moskvě jako jediné dítě v rodině moskevského obchodníka. Rodinné kořeny měli v Jegorjevsku, městě 120 km jihovýchodně od Moskvy, kde Naděždin praděd Ivan Ivanovič Chludov (1786–1835) pracoval jako tkadlec. Se svými syny, mezi něž patřil Naděždin děd Nazar Ivanovič, začal obchodovat v Moskvě a zde se i po napoleonských válkách rodina usadila. Naděždina babička, matka jejího otce Nikolaje Nazarieviče Chludova, byla kněžna Maria Ivanovna Tenisheva.
Rodina Chludovových (dva strýcové Naděždy Kramaržové Gerasim a Alexej) byla spolumajitelem Krenholmské manufaktury v Estonsku (tehdy Ruská říše). Manufaktura zahájila provoz v roce 1858 a stala se největší v Evropě. Iniciátorem její výstavby a partnerem rodiny Chludovových byl Ludwig van Knoop, jeden z největších ruských podnikatelů té doby, praprapradědeček Ursuly von der Leyen. 
Na přání své matky Naděždy Ivanovny se provdala za Alexeje Alexejeviče Abrikosova, spolumajitele továren na cukrovinky v Moskvě a Simferopolu. Narodily se jim dcery Naděžda, Margareta a Rufina a syn Lev. S manželem vytvořili salon, kde se setkávali intelektuálové. V dubnu 1890 tento salon navštívil český politik Karel Kramář. S manželi podnikl cestu po Balkáně a ti za ním přijeli v únoru 1891 do Vídně. Kramář a Naděžda Nikolajevna se rozhodli pro společný život a Alexej Abrikosov se do Ruska vrátil sám. Poblíž Alupky na Krymu si Naděžda zakoupila pozemek pro stavbu vily.
30. září 1900 (17. září dle juliánského kalendáře) byl při pravoslavném obřadu na Krymu Karel Kramář s Naděždou Nikolajevnou oddán. Za svědky jim byli Josef Svatopluk Machar a Matija Murko. Manželství zůstalo bezdětné.